# سرزمین پریمورسکی

سرزمین پریمورسکی در نقشهٔ روسیه.

سرزمین پریمورسکی (به انگلیسی: Primorsky Krai)(به روسی: Примо́рский край) یکی از ۸۵ واحد فدرال روسیه است و مرکز آن شهر ولادی‌وستوک می‌باشد.
پریمورسکی در زبان روسی به معنی «دریایی» است.
این سرزمین در جنوبی‌ترین بخش خاور دور روسیه، در مرز چین، کره شمالی و سرزمین خاباروفسک و در کرانه دریای ژاپن واقع شده‌است.

## تاریخچه
این سرزمین در گذشته بخشی از خاک گوگوریو ،شمالی ترین پادشاهی در میان سه پادشاهی کره بود.

## اطلاعات کلی
- مساحت: ۱۶۵٬۹۰۰ کیلومتر مربع
- مرکز: ولادی‌وستوک
- فرماندار: سرگئی میخائیلوویچ دارکین
- طول مرزها (خشکی و دریایی): بیش از ۳۰۰۰ کیلومتر
- بلندترین نقطه: کوه آنیک (۱۹۳۳ متر)
- بزرگ‌ترین شهرها: ولادی‌وستوک (جمعیت ۶۵۹٬۰۰۰)، ناخودکا (جمعیت ۱۹۲٬۰۰۰)، اوسوریسک (۱۶۲٬۰۰۰)، آرتیوم (جمعیت۱۱۵٬۰۰۰).

## جمعیت‌شناسی
جمعیت این سرزمین بر طبق سرشماری سال ۲۰۱۰ میلادی ۱٬۹۵۶٬۴۹۷ نفر ثبت شده‌است. این در حالی‌است که در سال ۲۰۰۲ جمعیت این سرزمین ۲٬۰۷۱٬۲۱۰ و در ۱۹۸۹ میلادی، ۲٬۲۵۸٬۳۹۱ نفر ثبت شده‌است.
در سرشماری سال ۲۰۱۰ میلادی، گروه‌های قومی ساکن در این سرزمین به شرح زیر اعلام شده‌اند:
- روس‌ها ۹۲٫۵٪
- اوکراینی‌ها ۲٫۸٪
- کره‌ای ۱٪
- تاتارها ۰٫۶٪
- ازبک‌ها ۰٫۵٪
- بلاروس‌ها ۰٫۳٪
- ارمنی‌ها ۰٫۳٪
- آذری‌ها ۰٫۲٪
- چینی‌ها ۰٫۲٪
- مردوین‌ها ۰٫۱٪
- دیگر نژادها ۱٫۵٪

## منطقه زمانی
این سرزمین در منطقه زمانی ولادی وستوک قرار گرفته‌است.